# Třída Yzb. Güngör Durmuş
Třída Yzb. Güngör Durmuş je třída logistických podpůrných lodí stavěných pro turecké námořnictvo. Celkem byly postaveny dvě jednotky této třídy. Prototyp byl na vodu spuštěn roku 2016.

## Stavba
Kontrakt na stavbu dvou tankerů této třídy získala turecká loděnice Selah v prosinci 2014. Stavba prototypu byla zahájena roku 2015. Na vodu byl spuštěn roku 2016. Druhá jednotka Ütğm. Arif Ekmekçi byla na vodu spuštěna v červenci 2017. Kvůli finančním problémům loděnice Selah byla stavba roku 2019 pozastavena. Námořnictvo se s loděnicí Selah dohodlo na odložení převzetí prototypu (hotového z 98 %) a vyhlášení soutěže na dokončení druhého plavidla. Prototyp Yzb. Güngör Durmuş v březnu 2019 zahájil zkoušky. V té době už měl být dle původních plánů osmnáct měsíců ve službě. Obě plavidla byly dokončeny subdodávky turecké loděnice Ada s tureckou společností STM jako hlavní kontraktor. Prototyp má být dokončen roku 2021 a jeho sesterská loď roku 2024.
Jednotky třídy Yzb. Güngör Durmuş:
| Jméno                      | Zahájení stavby | Spuštěna         | Vstup do služby  | Status  |
| -------------------------- | --------------- | ---------------- | ---------------- | ------- |
| Yzb. Güngör Durmuş (A-574) | 25. března 2015 | 8. října 2016    | 8. prosince 2021 | aktivní |
| Ütğm. Arif Ekmekçi (A-575) |                 | 8. července 2017 | 19. ledna 2024   | aktivní |

## Konstrukce
Plavidla nesou dvě dálkově ovládané zbraňové stanice ASELSAN STAMP, každou s jedním 12,7mm kulometem. Jejich kapacita je 4036 tun paliva F76 pro lodě, 336 tun paliva JP5 pro vrtulníky a 631 tun pitné vody. Plavidla jsou vybavena zdravotnickým zařízením s operačním sálem. Na zádi nesou přistávací palubu pro vrtulník, nejsou však vybavena hangárem. Pohonný systém tvoří dva diesely, každý o výkonu 1520 kW. Cestovní rychlost je 12,5 uzlů. Dosah je 9500 námořních mil při ekonomické rychlosti 12 uzlů.